# Kungfu (Gastronomiekette)

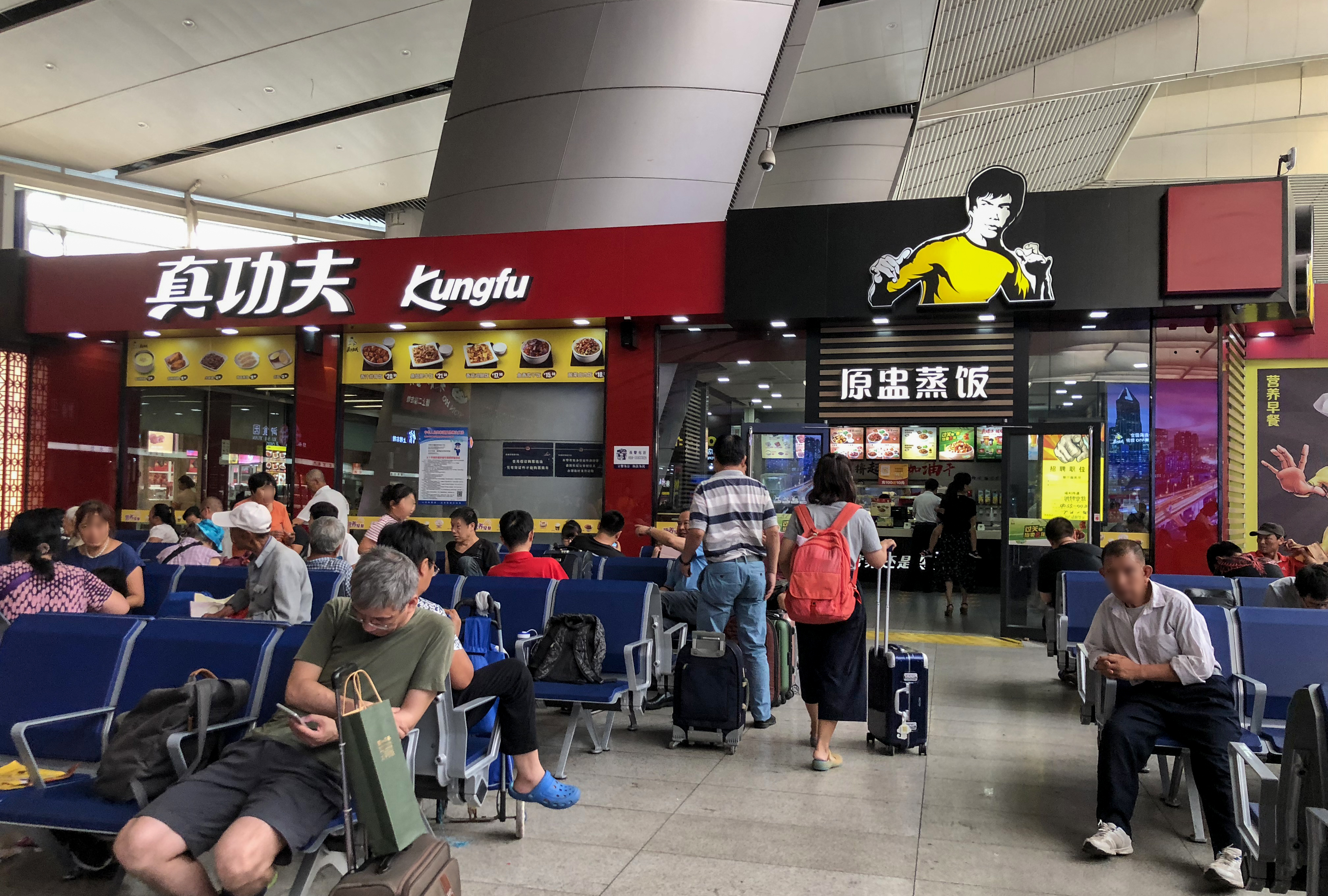
Kungfu-Restaurantkette, Beijing Südbahnhof 2018

Kungfu (chinesisch 真功夫, Pinyin Zhēn Gōngfu, englisch Real Kungfu), offiziell Guangzhou Real Kungfu Catering Management Co., Ltd. (真功夫全球華人餐飲連鎖 / 真功夫全球华人餐饮连锁), ist eine private Fastfood-Gastronomiekette mit ursprünglichem Sitz in Dongguan in der südchinesischen Provinz Guangdong. Diese eigene Form von „Privatunternehmen“ wird in China Minqi (民企) genannt. Angeboten werden in der Regel traditionell durch Dampfgaren zubereitete Gerichte der chinesischen Küche mit Reis (fàn), Fleisch (ròu), Suppe (tāng) und Gemüse (shūcài) als Beilage. Beispielsweise werden Rippchen (Páigǔ) gerne in Gerichte als Fleischbeilage genommen. Die Speisekarten der Kette sind alle zweisprachig. Seit Beginn des Franchising hat die Restaurantkette ein Stencil als Firmenlogo, das dem verstorbenen Kampfkünstler und Schauspieler Bruce Lee aus Guangdong sehr ähnlich ist.

## Geschichte
Das Unternehmen begann ursprünglich als „168 Dessert-Haus“ – 168甜品屋, ein auf Dessert spezialisierter Laden in Dongguan, gegründet vom Unternehmer Pan, Yuhai (潘宇海). Aufgrund unternehmerischen Misserfolg seiner Schwester Pan, Minfeng (潘敏峰) und dessen Schwager Cai, Dabiao (蔡达标) ließ Pan 1994 die beiden Verwandten bei sich ins Dessertgeschäft einsteigen. Zunächst als 50-prozentiger Anteilseigner, später 1997 nach Namensänderung – 168蒸品店, 双种子饮食公司 – und neue Produktausrichtung mit 25 Prozent Anteil. 1999 ließ sich das Unternehmen in der Provinzhauptstadt Guangzhou („Kanton“) nieder. 2004 nannte sich die Firma schließlich in „Real Kungfu“ um, um als Fastfood-Restaurentkette mit zunächst Sitz im Stadtteil Tianhe zu etablieren. 2005 hat das Unternehmen bereits hundert Niederlassungen in ganz China. Nach einer Kapitalaufstockung 2006 mittels Venture Capital-Investoren wuchs die Firma nochmals schnell heran und schaffte 2009 an die Börse.
2011 hatte Kungfu 300 Schnellrestaurants, 2013 waren es bereits 479 Filialen in ganz China. Kungfu-Restaurants gibt es an mehreren chinesischen Flughäfen, beispielsweise in Shenzhen.

Restaurantkette (Real) „Kungfu“ – 真功夫
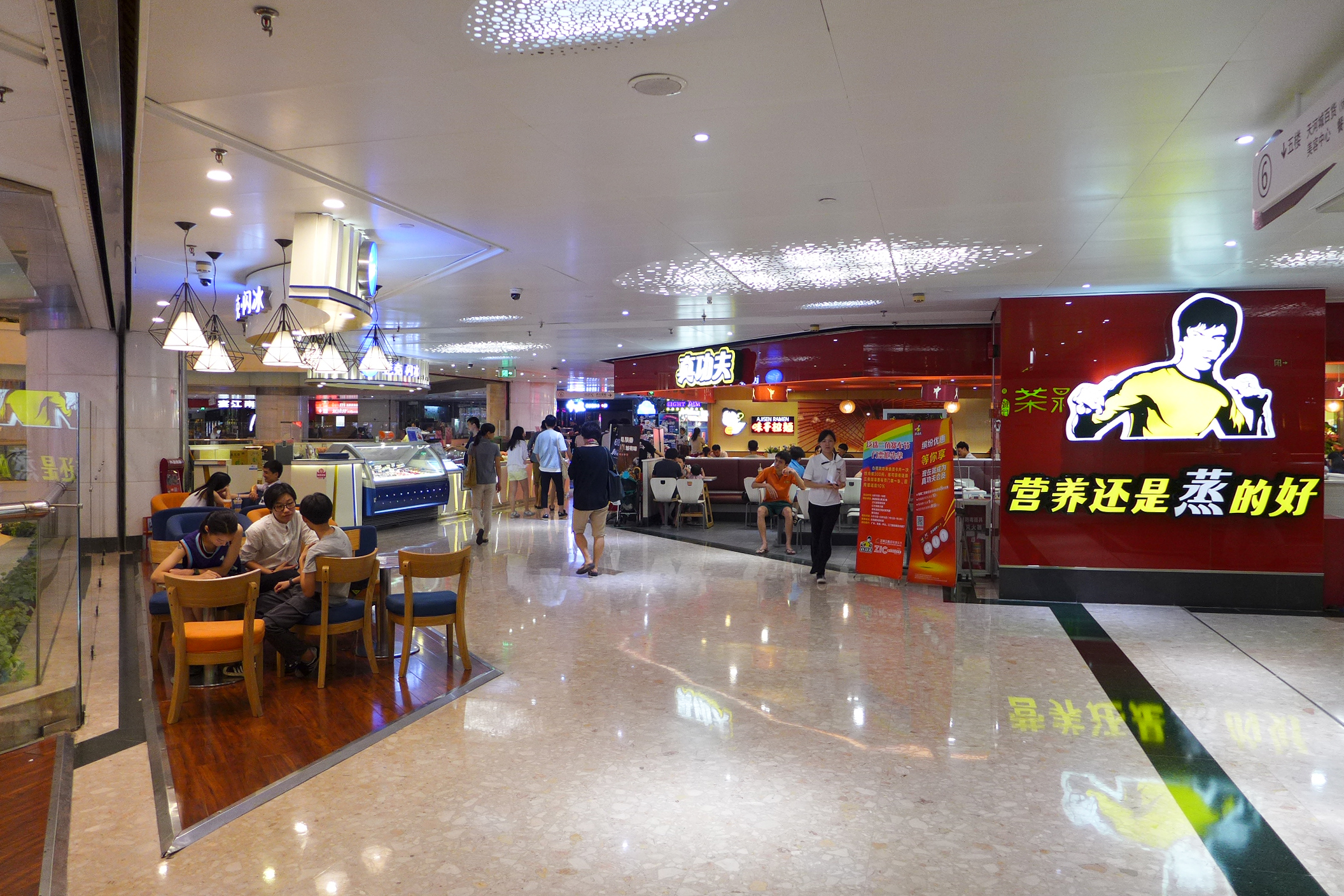
Chinesisches „Kungfu“-Kette in Tianhe, Guangzhou 2016
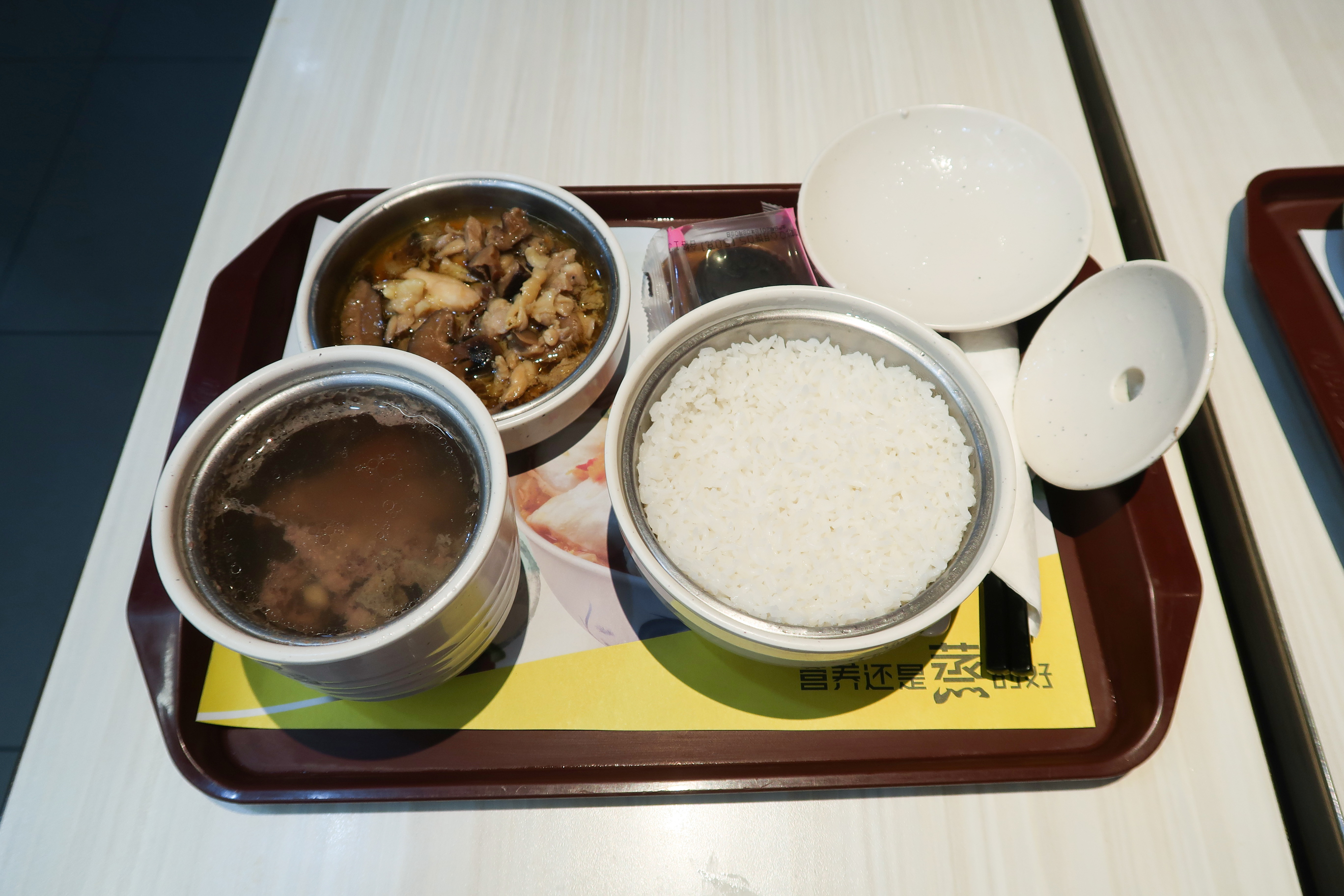
„Kungfu“-Reisgericht mit Suppe, Beilagen, 2018
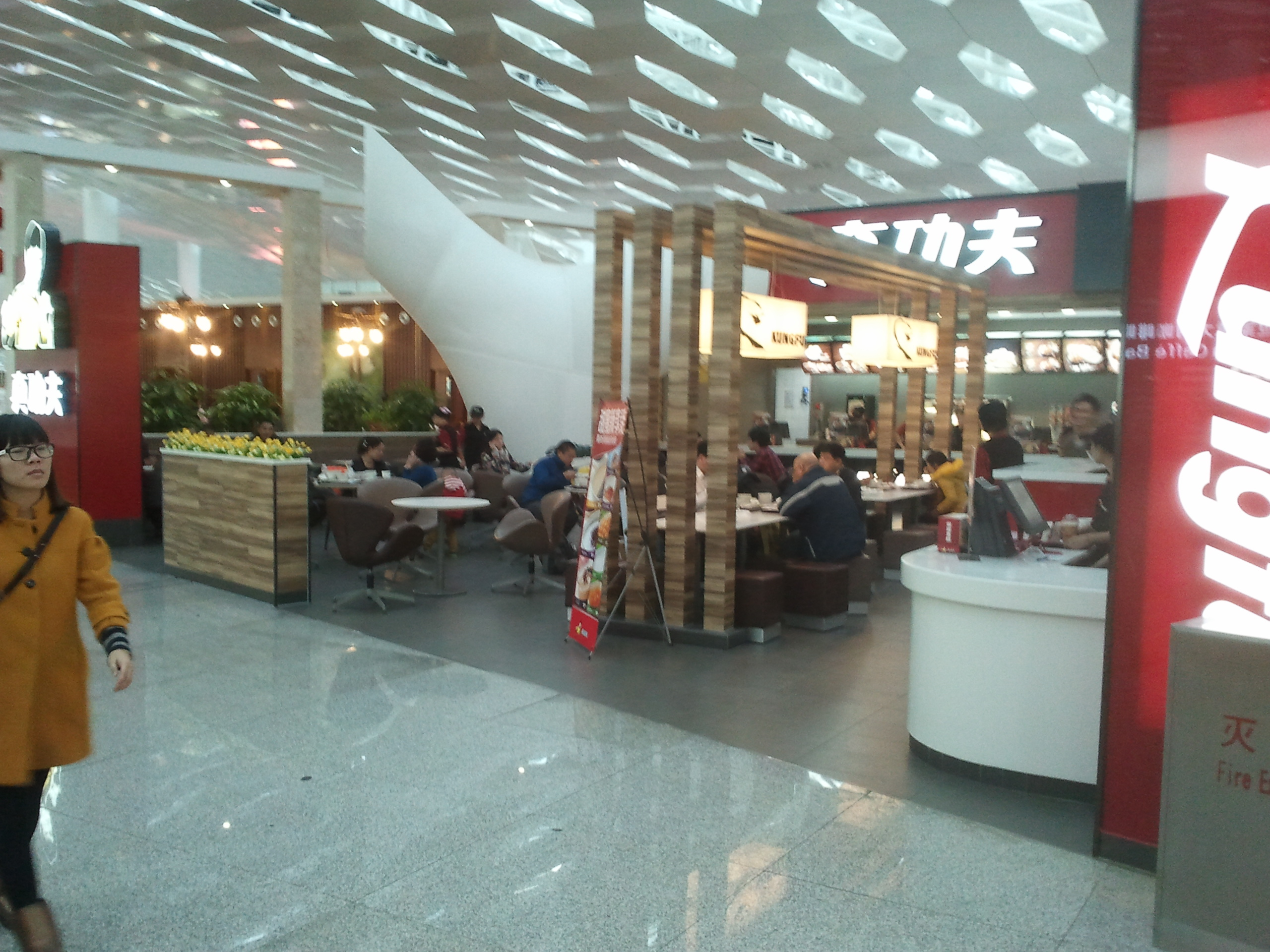
„Kungfu“ in Flughafen Shenzhen, 2013
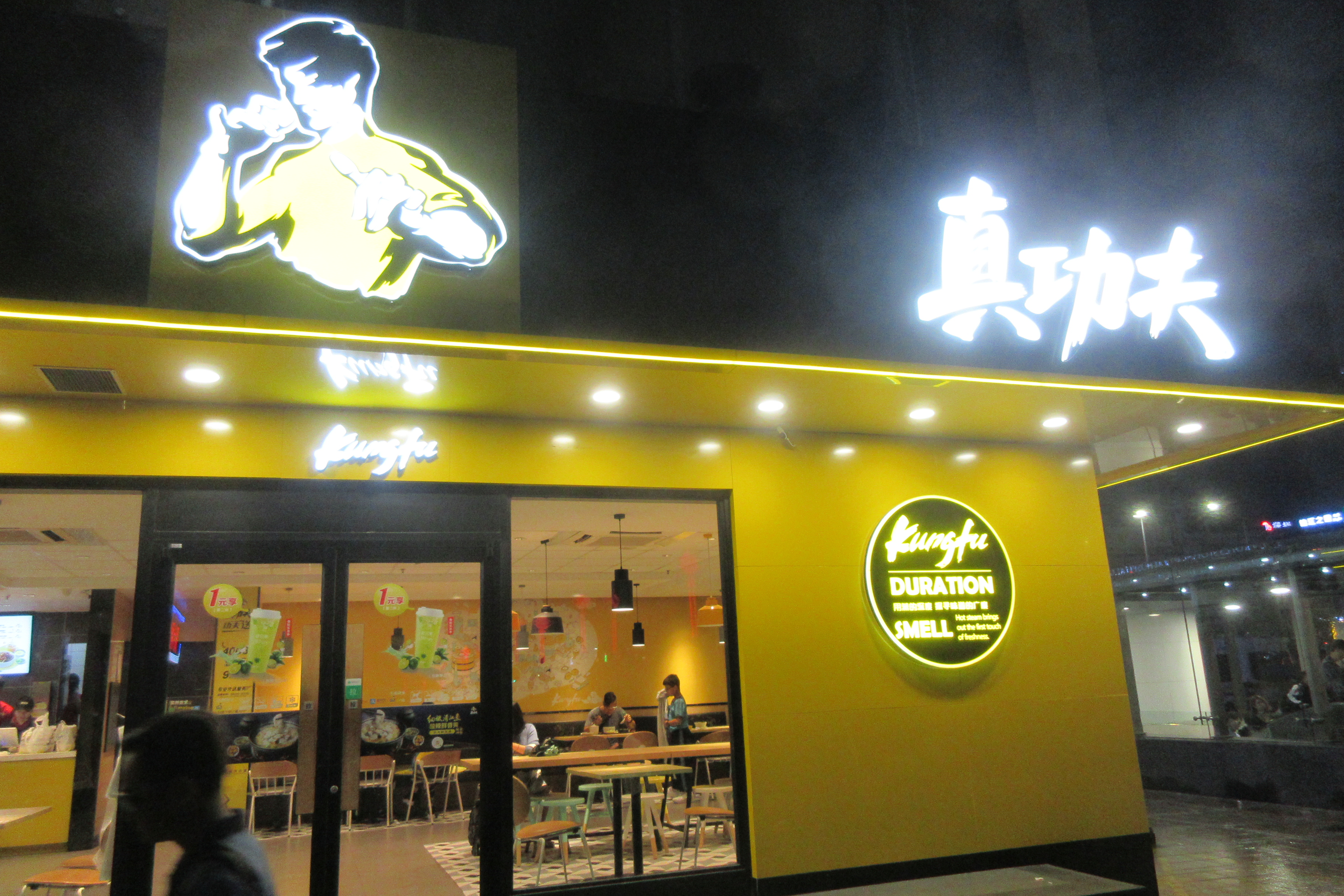
Filiale in Futian in Shenzhen, 2018

## Diverse
Aufgrund der großen grafischen Ähnlichkeit des Firmenlogo mit dem verstorbenen sino-amerikanischen Kampfkünstler und Schauspieler Bruce Lee, reichte seine Tochter Shannon Emery Lee im Dezember 2019 Klage gegen die chinesische Restaurantkette wegen Urheberrechtsverletzung bei einem Shanghaier Gericht ein.